# Президентские выборы в Республике Конго (2021)
Президентские выборы в Республике Конго проходили 21 марта 2021 года. Президент Дени Сассу-Нгессо вновь был переизбран, набрав 88,57 % голосов.

## Избирательная система
Президент Республики Конго избирается на пятилетний срок с возможностью не более двух переизбраний. На выборах избирается только кандидат, набравший абсолютное большинство действительных голосов. Если ни один из кандидатов не достигает этого большинства, два кандидата с наибольшим количеством голосов проходят во второй тур через двадцать один день после объявления результатов Конституционным судом.

## Избирательная кампания
Телекоммуникации в стране были отключены в день выборов на национальном уровне, так же как и во время выборов 2016 года, что было осуждено международными организациями, такими как Африканский союз.

## Результаты
Оппозиционный кандидат Ги Брис Парфе Колеля скончался от COVID-19 в самолёте, летевшем во Францию на лечение, во второй половине дня после выборов. Дени Сассу-Нгессо был переизбран с 88,57 % голосов.
| Кандидат | Партия                                                  | Голосов   | %     |
| --- | ------------------------------------------------------- | --------- | ----- |
| Дени Сассу-Нгессо | Конголезская партия труда                               | 1 552 948 | 88,57 |
| Ги Брис Парфе Колеля | Конголезское движение за демократию и всеобщее развитие | 138 561   | 7,84  |
| Матиас Дзон | Патриотический союз за национальное обновление          | 33 497    | 1,90  |
| Жозеф Киньумби Киа Мбунгу | «Цепь»                                                  | 10 718    | 0,62  |
| Дав Мафула | Суверенитет                                             | 9 143     | 0,52  |
| Альбер Онианге | Независимый                                             | 6 977     | 0,40  |
| Ангио Нгангуйя Энгамбе | Партия действия за Республику                           | 3 157     | 0,18  |
| Недействительных/пустых бюллетеней | Недействительных/пустых бюллетеней                      | 35 008    | 1,97  |
| Всего | Всего                                                   | 1 776 786 | 100   |
| Проголосовавших избирателей/Явка | Проголосовавших избирателей/Явка                        | 2 645 283 | 67,17 |
| Источник: Afrique Vision Архивная копия от 24 марта 2021 на Wayback Machine, Конституционный суд Архивная копия от 21 апреля 2021 на Wayback Machine |                                                         |           |       |